# بریستول سیدلی
بریستول سیدلی انجینز (به انگلیسی: Bristol Siddeley Engines) یک شرکت بریتانیایی سازندهٔ موتور هواگرد بود. این شرکت در سال ۱۹۵۹ با ادغام شرکت‌های بریستول ایرو-انجینز و آرمسترانگ سیدلی موتورز پدید آمد. در سال ۱۹۶۱ این شرکت با خرید شرکت دی هاویلند انجین و بخش موتور شرکت بلکبرن ایرکرفت گسترش پیدا کرد. در سال ۱۹۶۸ شرکت رولز-رویس لیمیتد بریستول سیدلی را خریداری کرد.